# Lịch sử Ý

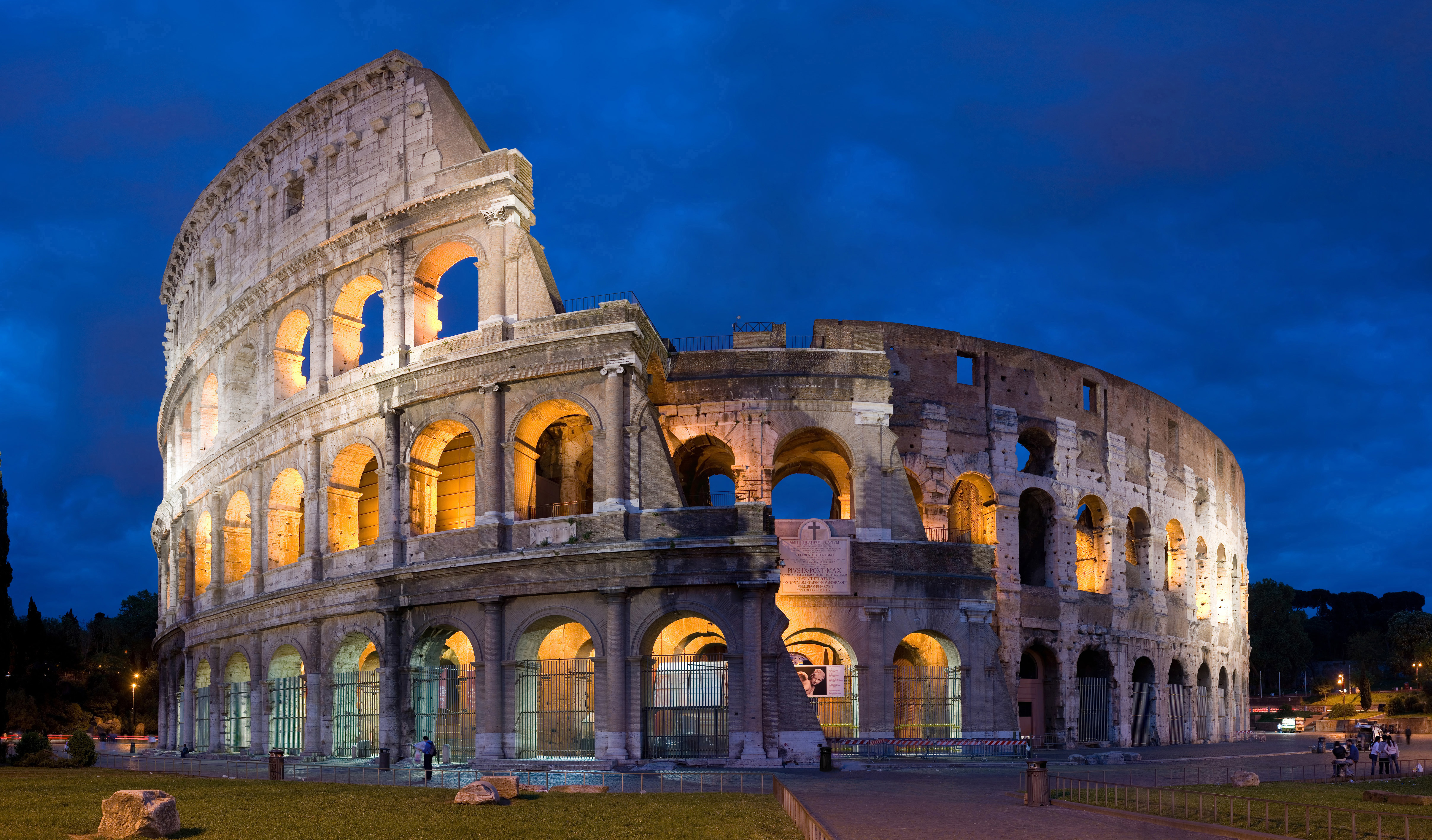
Đấu trường La Mã ở Rome, được xây vào thế kỷ thứ 1 sau Công nguyên

Ý được thống nhất năm 1861, có những đóng góp quan trong cho sự phát triển văn hóa, xã hội của khu vực Địa Trung Hải. Rất nhiều nền văn hóa và văn minh đã tồn tại ở đây vào thời tiền sử.
Về mặt văn hóa và ngôn ngữ, nguồn gốc lịch sử Ý bắt nguồn từ thế kỷ thứ 9 TCN, với những ghi chép đầu tiên về sự xuất hiện của các bộ tộc Italic ở miền trung Italy hiện đại. Về mặt ngôn ngữ, họ được chia thành những người Osci, người Umbri và người Latinh. Sau đó Latinh trở thành nền văn hóa thống trị khi Roma nổi lên thành thành phố quan trọng vào khoảng năm 350 TCN. Những nền văn minh khác thời tiền La Mã bao gồm Magna Graecia ở miền nam Ý và nền văn minh Etrusca phát triển rực rỡ ở phía bắc Ý khoảng từ năm 900 tới 150 TCN.
Sau khi Cộng hòa La Mã và Đế chế La Mã thống trị vùng đất này trong nhiều thế kỷ, Ý đã có những đóng góp quan trọng cho sự phát triển của nghệ thuật, khoa học và triết học châu Âu trong suốt thời Trung Cổ và thời Phục Hưng. Trong thời kỳ Trung Cổ và Phục Hưng, bán đảo Ý cũng chịu sự thống trị của ngoại bang. Những phần của Ý bị sáp nhập vào Đế chế Tây Ban Nha, Áo và Đế chế Pháp của Napoleon, trong khi Vatican kiểm soát miền trung Ý, trước khi bán đảo Ý được giải phóng và thống nhất giữa các cuộc đấu tranh trong thế kỷ 19 và thế kỷ 20.
Vào cuối thế kỷ 19 và đầu thế kỷ 20, Vương quốc Ý mới, một quốc gia xây dựng nên một đế quốc thực dân, đi xâm chiếm thuộc địa ở châu Phi và các quốc gia dọc Địa Trung Hải. Mặc dù đứng về phe giành chiến thắng trong Chiến tranh thế giới thứ nhất nhưng Ý đã phải chịu những tổn thất nặng nề. Phe Phát xít, đứng đầu bởi Benito Mussolini, đã giành quyền kiểm soát và dựng lên một chế độ độc tài giai đoạn 1922-43. Ý là đồng minh của Phát xít Đức và Nhật Bản trong Chiến tranh thế giới thứ hai, các vùng ở miền nam Ý được giải phóng năm 1943 nhưng phe Phát xít với tư cách là Cộng hòa Salò tiếp tục chiến đấu cho tới khi đầu hàng năm 1945. Ý là một chiến trường khốc liệt giai đoạn 1943-1945 thời Thế chiến II.
Năm 1946, sau một cuộc trưng cầu ý dân, Vương quốc Italy bị bãi bỏ, Cộng hòa Ý chính thức được thành lập ngày 2 tháng 6 năm 1946. Thập niên 1950 và 1960 chứng kiến giai đoạn tăng trưởng kinh tế bùng nổ của Ý. Ý là một trong những quốc gia sáng lập và gia nhập nhiều tổ chức như Cộng đồng Kinh tế châu Âu, tiền thân của Liên minh châu Âu, Liên Hợp Quốc, NATO, UNESCO, G7, G20, Tổ chức Hợp tác và Phát triển Kinh tế. Italy được đánh giá là một cường quốc khu vực, một nghiên cứu đánh giá sức mạnh cứng các quốc gia, đã xếp Italy đứng thứ 11 trên thế giới.

## Tiền sử tới Magna Graecia
Những cuộc khai quật trên khắp Ý cho thấy sự hiện diện của con người tại đây có từ thời kỳ đồ đá cũ khoảng 200.000 năm trước. Ở thế kỷ thứ 7 và thứ 8 trước Công nguyên, các tập đoàn Hy Lạp đã được thành lập ở những nơi rất tách biệt tại vùng bờ biển phía đông Biển Đen và Massilia (hiện là Marseille, Pháp). Các tập đoàn này gồm những khu định cư tại Sicilia và vùng phía nam bán đảo Italia. Những người La Mã gọi vùng Sicilia và vùng phía nam Ý là Magna Graecia (tiếng Latin, "Đại Hy Lạp"), bởi nơi đây có nhiều người Hy Lạp sinh sống.

## La Mã cổ đại
La Mã cổ đại là một nền văn minh phát triển từ một cộng đồng nông nghiệp nhỏ được thành lập trên Bán đảo Ý khoảng thế kỷ thứ 8 trước Công Nguyên trở thành một đế chế to lớn trải dài khắp Địa Trung Hải. Ở thế kỷ hai TCN, nền văn minh La Mã đã chuyển từ một chế độ quân chủ, nhà nước cộng hoà dựa trên sự phối hợp giữa chính thể đầu sỏ và quân chủ, trở thành một đế chế chuyên chế. Đế chế này đã thống trị nam Tây Âu và toàn bộ vùng bao quanh Địa Trung Hải sau những cuộc chinh phục và đồng hoá.
Nước Ý ở thời Cộng hoà La Mã và Đế chế La Mã sau này, là tên gọi của bán đảo Ý. Trong thời Cộng hoà Ý (ở thời ấy đã mở rộng từ Rubicon thành Calabria) không phải là một tỉnh, mà là một vùng lãnh thổ của thành phố La Mã, vì thế nó có quy chế đặc biệt: ví dụ, các chỉ huy quân sự không được phép mang quân đội của mình vào trong Ý và việc Julius Caesar cùng đội quân của mình vượt qua Rubicon đã đánh dấu sự bắt đầu của cuộc nội chiến.
Từ thế kỷ thứ 3, Đế chế La Mã bắt đầu suy tàn. Nửa phía tây của Đế chế, gồm Hispania, Gaul, và Italia, tan vỡ thành nhiều vương quốc độc lập ở thế kỷ thứ 5. Vùng phía đông đế chế, dưới sự cai trị của Constantinopolis, thường được gọi là Đế chế Byzantine sau năm 476, thời điểm truyền thống của "sự sụp đổ của La mã" và sự khởi đầu sau đó của Buổi đầu thời Trung Cổ, cũng thường được gọi là Đêm trường Trung Cổ.

## Thời kỳ Trung Cổ

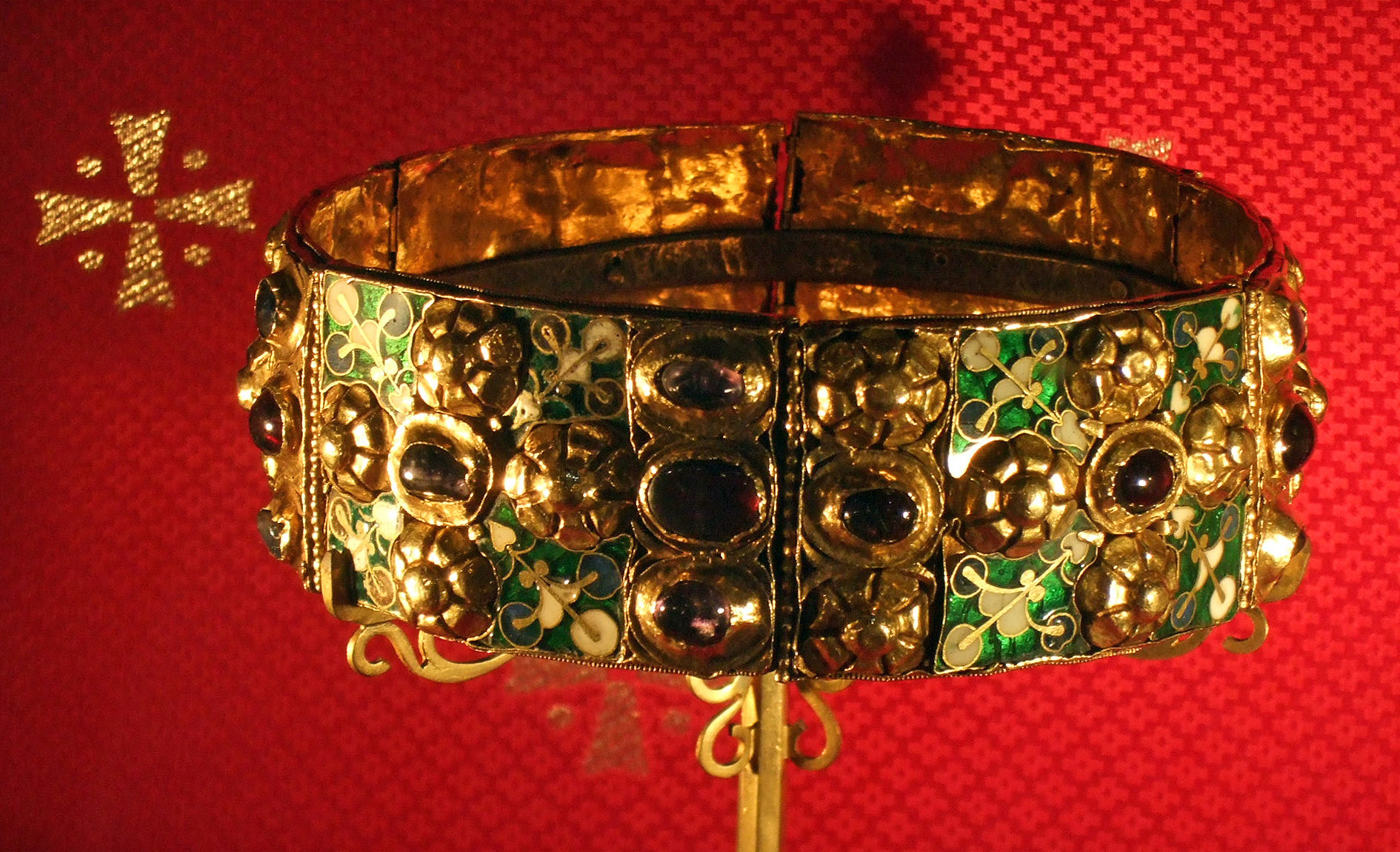
Vương miện sắt đã được các vị vua cai trị vùng Lombardy đội. Họ đã lập ra một Vương quốc Ý tồn tại đến tận năm 774, khi nó bị những người Frank chinh phục. Những ảnh hưởng của vương quốc này trên địa chính trị Ý vẫn hiển hiện trong tên gọi vùng Lombardy.

Ở thế kỷ thứ 6 Công Nguyên Hoàng đế Justinian I của Đế chế Byzantine tái chinh phục Ý từ tay người Ostrogoth. Cuộc xâm lược của một làn sóng các bộ lạc German, Lombard, đã khiến những nỗ lực khôi phục Đế chế Tây La Mã của ông không thành công nhưng những tiếng vang từ sự thất bại của Justinian vẫn còn đó. Trong mười ba thế kỷ tiếp sau, tuy các thành bang xuất hiện ở vùng đất phía bắc dãy Alps, bối cảnh chính trị Ý vẫn là một sự chắp vá giữa kiểu thành bang phong kiến, quốc gia chuyên chế nhỏ, và những kẻ chinh phạt ngoại bang.
Trong nhiều thế kỷ các đội quân và các Quan trấn thủ, những người kế vị Justinian, là lực lượng có sức mạnh chi phối tại Ý - đủ mạnh để ngăn chặn các thế lực khác như người Ả Rập, Thánh chế La Mã, hay Quốc gia của các Giáo hoàng thành lập một Vương quốc Ý thống nhất, nhưng chưa đủ sức ngăn cản "những kẻ ngáng đường" đó và tái lập Ý-La Mã.
Các vương quốc sau đó như Karoling, Otto và Hohenstaufen cũng đã tìm cách thiết lập sự cai trị tại Ý. Nhưng những thành công của họ cũng chỉ mang tính nhất thời như Justinian Đại đế và một quốc gia Ý thống nhất vẫn chỉ là một giấc mơ mãi tới tận thế kỷ 19.
Không đế chế nào bên kia dãy Alps có thể thành công trong việc thống nhất Ý - hay thiết lập được quyền bá chủ trong một giai đoạn dài - vì những thành công của họ đe doạ sự tồn tại của các thế lực bên trong Ý Trung Cổ: Byzantine, Giáo hoàng và người Norman. Những người đó là hậu duệ của người Lombard, đã hợp nhất với những nhóm sắc tộc Ý thời kỳ đầu, hợp lực chống lại, chiến đấu và cuối cùng phá huỷ mọi nỗ lực tạo lập một cơ chế chính trị thống trị ở Ý. Chính khoảng trống trong cơ quan quyền lực này dẫn tới sự nổi lên của các định chế Signoria và Communi.

## Comuni và Signorie

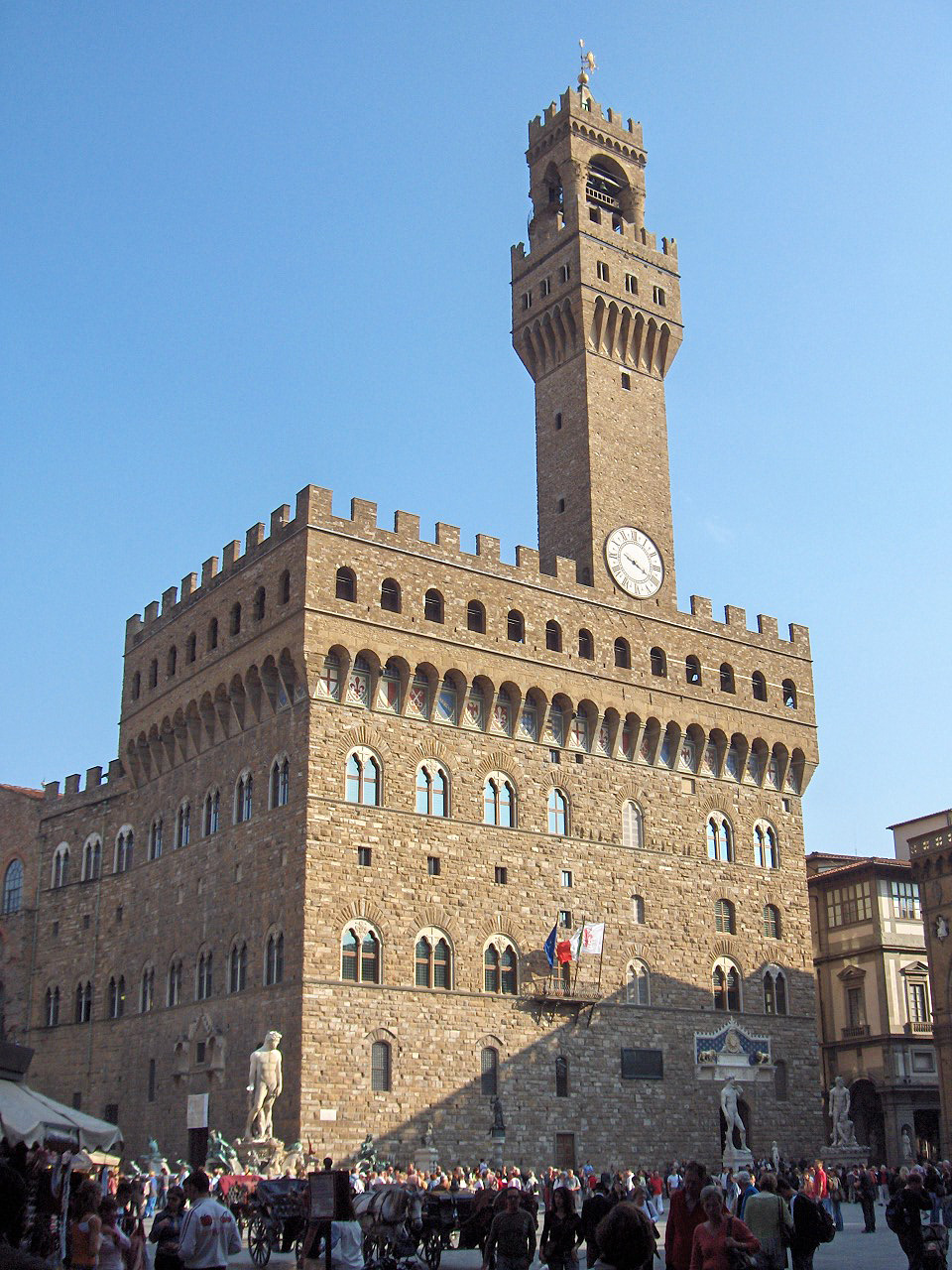
Palazzo Vecchio, trước kia được gọi là Palazzo della Signoria

Trong lịch sử Ý sự xuất hiện của Signorie (số ít: Signoria) là một giai đoạn đi cùng với sự suy tàn của hệ thống cai trị Công xã Trung Cổ và sự trỗi dậy của nhà nước triều đình. Trong hoàn cảnh này từ Signoria (ở đây được hiểu là "Quyền lực Lãnh chúa") là sự đối lập với định chế Công xã hay cộng hoà thành bang.
Quả vậy, những nhà quan sát thời đó và các nhà sử học hiện đại coi sự xuất hiện của Signoria là phản ứng với sự bất lực của Communi trong duy trì luật lệ và trật tự cũng như ngăn chặn xung đột phe phái và bất ổn dân sự. Trong những điều kiện hỗn loạn thường xảy ra ở các thành bang Ý thời Trung Cổ, mọi người đều hy vọng vào một cá nhân mạnh mẽ để tái lập trất tự cũng như giải giáp giới quý tộc phong kiến.
Ở thời hỗn loạn hay khủng khoảng, các thành phố thỉnh thoảng trao chức Signoria cho các cá nhân được coi là đủ mạnh để cứu vớt nhà nước. Ví dụ, thành bang Tuscan ở Pisa đã trao chức Signoria cho Vua Charles VIII của Pháp với hy vọng ông sẽ bảo vệ nền độc lập của Pisa trước kẻ thù lâu đời là Firenze. Tương tự, Siena đã trao chức Signoria cho Cesare Borgia.

### Các kiểu Signoria
Thành phần và các chức năng chuyên biệt của Signoria (quý tộc Ý) khác biệt tại mỗi thành phố. Ở một số thành bang (như Verona dưới sự cai quản của gia đình Della Scala hay Firenze ở thời Cosimo de Medici và Lorenzo the Magnificent) chính thể là cái mà ngày nay chúng ta có thể miêu tả bằng thuật ngữ nhà nước độc đảng theo đó đảng ưu thế nắm chức Signoria của thành bang trong tay một gia đình hay triều đại.
Tại Firenze sự sắp xếp này là không chính thức bởi nó không được hợp pháp hoá trong hiến pháp trước khi Medici bị trục xuất khỏi thành phố năm 1494.
Tại các thành bang khác (như Milano của Visconti) quyền lực mang tính triều đại của Signoria được công nhận chính thức như một phần của hiến pháp của Commune', và đã được Nhân dân "phê chuẩn" cũng như được Giáo hoàng hay Thánh chế La Mã công nhận.

### Những nước cộng hoà gần biển

Cờ hiệu Hải quân Ý, với quốc huy của bốn Repubbliche Marinare chính

Ý ở thời điểm này được biết đến nhờ các nước cộng hoà thương mại, gồm Cộng hoà Firenze và Các nước Cộng hoà ven biển. Đó là các thành bang và nói chung là những chính thể cộng hoà theo đó chúng chính thức là các quốc gia độc lập, dù đa số trước kia là những vùng lãnh thổ từng thuộc Đế chế Byzantine (ngoại trừ đáng chú ý là Genova và Pisa). Tất cả các thành phố đó ở thời điểm có quyền độc lập đều có các hệ thống quản lý tương tự (dù không phải là giống hệt) theo đó giới thương nhân có quyền lực to lớn. Dù trên thực tế quyền lực vẫn nằm trong tay tập đoàn chính trị đầu sỏ, và ít có điểm giống với nền dân chủ hiện đại, tuy vậy sự tự do chính trị có được cũng đã giúp mang lại tiến bộ trong khoa học và nghệ thuật.
Bốn nước Cộng hoà Ven biển ở Ý gồm Venezia, Genova, Pisa, Amalfi và chúng luôn được liệt kê theo thứ tự đó, phản ánh ưu thế thời ấy của từng nước. Tuy nhiên, các thị trấn khác ở Ý cũng có một lịch sử từng là những nước Cộng hoà Ven biển, dù ở tầm vóc thấp hơn. Những nước này gồm Gaeta, Ancona, Molfetta, Trani và, tại Dalmatia là Ragusa và Zara.
Venezia và Genova là cổng thương mại của châu Âu với phương Đông, và là nơi sản xuất thủy tinh trang trí, trong khi Firenze từng là thủ phủ của tơ lụa và đồ trang sức. Sự giàu mạnh có được từ những mặt hàng đó đồng nghĩa với khả năng cung cấp vốn cho các dự án công cộng lớn cũng như các công trình thủ công cá nhân. Các nước cộng hoà ven biển tham gia sâu vào cuộc Thập tự chinh, hỗ trợ và quan trọng nhất là lợi dụng các cơ hội chính trị và thương mại có được từ những cuộc chiến đó. Cuộc Thập tự chinh lần thứ tư, với mục tiêu hão huyền để "giải phóng" Jerusalem, thực tế dẫn tới cuộc chinh phục Zara và Constantinople của Venezia.
Mỗi nước Cộng hoà Ven biển đều từng có thời điểm nắm quyền cai quản với các vùng đất hải ngoại, gồm nhiều hòn đảo thuộc Địa Trung Hải và đặc biệt là Sardinia và Corsica, những vùng đất thuộc Adriatic, và những vùng đất ở Cận Đông và Bắc Phi.

## Phục hưng

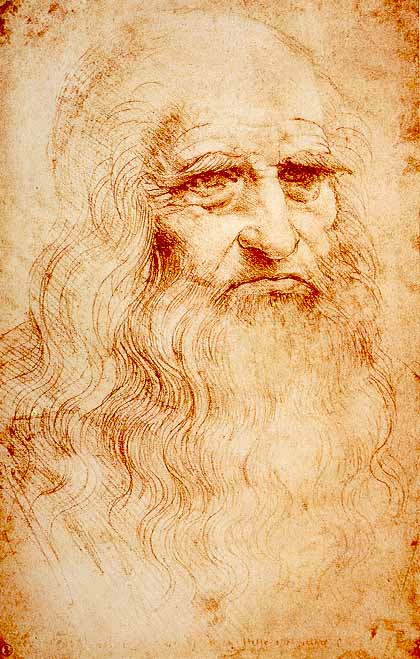
Leonardo Da Vinci, nhân vật thời Phục hưng Ý

Các cơ cấu chính trị duy nhất cuối Thời Trung Cổ ở Ý đã khiến một số người đưa ra lý thuyết rằng chính không khí xã hội bất thường đó đã cho phép sự xuất hiện của một sự phục hưng văn hoá mạnh mẽ đến như vậy. Ý bị chia thành nhiều thành bang nhỏ và lãnh thổ nhỏ: Vương quốc Napoli kiểm soát miền nam, Cộng hoà Firenze và Lãnh địa Giáo hoàng vùng trung tâm, người Genova và người Milano phía bắc và phía tây, và người Venezia phía đông. Ý ở thế kỷ 15 là một trong những vùng có mức độ đô thị hoá cao nhất châu Âu. Đa số các nhà sử học đồng ý rằng các ý tưởng mang lại đặc điểm riêng cho phong trào Phục hưng có nguồn gốc từ Firenze hồi cuối thế kỷ 13, đặc biệt là các tác phẩm của Dante Alighieri (1265–1321) và Phápsco Petrarch (1304–1374), cũng như bức hoạ của Giotto di Bondone (1267-1337).
Cái tên Phục hưng được đưa ra bởi đây là sự "tái sinh" của một số ý tưởng cổ điển từng biến mất từ lâu ở châu Âu. Đã có tranh luận rằng nguyên nhân chính dẫn tới sự tại sinh này là việc khám phá những văn bản cổ từng bị lãng quên của nền văn minh phương Tây, được lưu giữ trong một số thư viện của tu viện và tại Thế giới Hồi giáo, cũng như việc biên dịch các văn bản tiếng Hy Lạp và tiếng Ả rập sang tiếng Latin.
Các học giả thời Trung Cổ như Niccolò de' Niccoli và Poggio Bracciolini đã lùng tìm các tác phẩm của những học giả kinh điển như Plato, Cicero và Vitruvius trong các thư viện. Các tác phẩm thuộc Hy Lạp cổ đại và của các tác giả Hy Lạp (như Plato, Aristotle, Euclid và Ptolemy) và các nhà khoa học Hồi giáo đã được du nhập vào thế giới Thiên chúa giáo, mang lại vật liệu trí thức mới cho các học giả châu Âu.
Nạn dịch Tử thần Đen năm 1548 đã giáng một đòn khủng khiếp vào Ý, giết hại một phần ba dân số.
Sự hồi phục sau thảm hoạ đã dẫn tới sự hồi sinh của các thành phố, thương mại và kinh tế tác động mạnh mẽ tới giai đoạn phát triển của Chủ nghĩa Nhân đạo và Phục hưng (thế kỷ 15-16) khi Ý một lần nữa quay trở lại vị trí trung tâm nền văn minh phương Tây, ảnh hưởng mạnh mẽ tới triều đình các quốc gia châu Âu khác như Este ở Ferrara và De Medici tại Firencze.

## Đô hộ nước ngoài (thế kỷ 16 - thế kỷ 19)

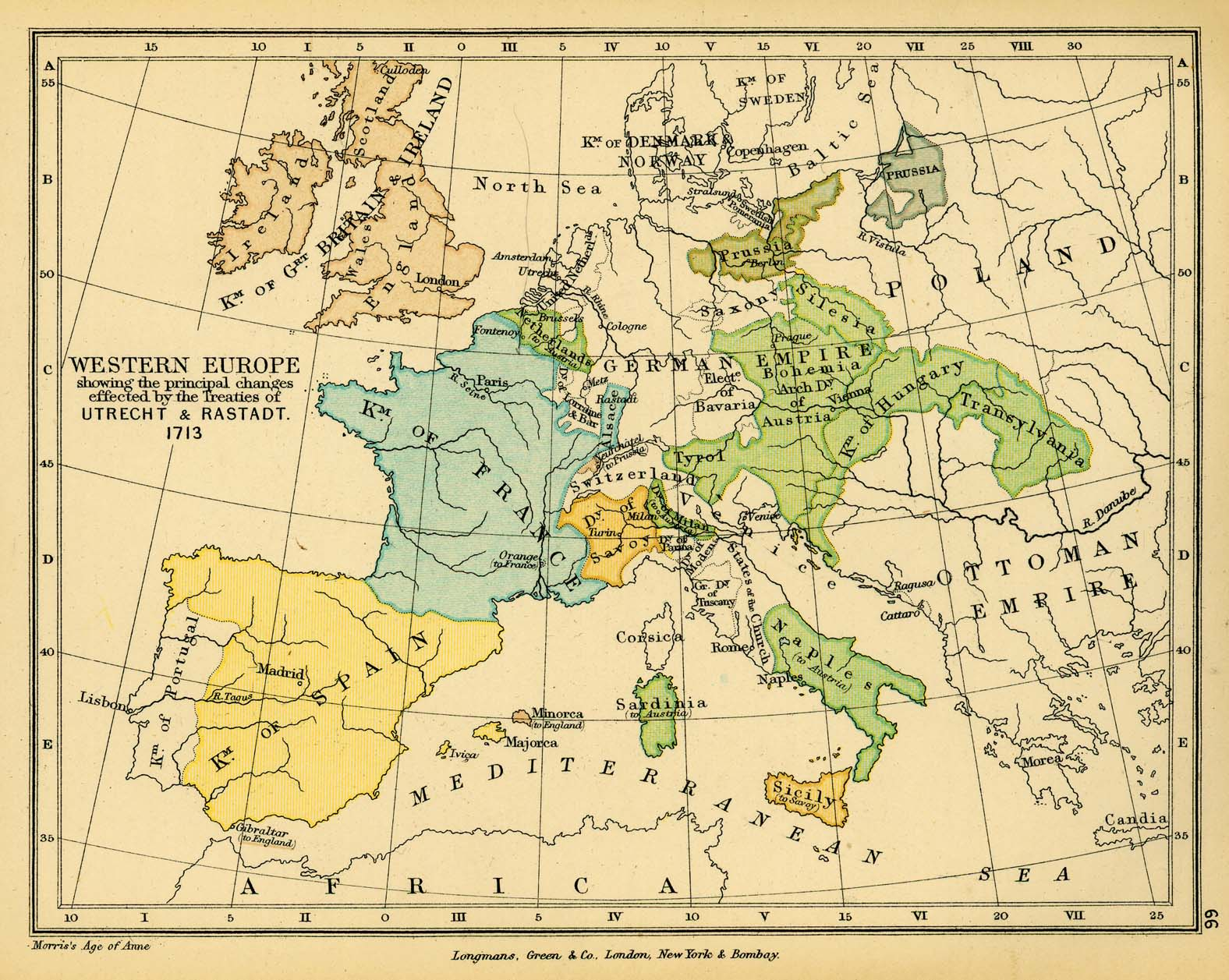
Bản đồ cương giới Tây Âu theo Hiệp ước Utrecht và Rastatt

Sau một thế kỷ khi các hệ thống phân rẽ các thành bang Ý và các nguyên tắc đủ khả năng duy trì một nền độc lập vừa đủ và một sự cân bằng quyền lực trên bán đảo, năm 1494 vua Charles VIII của Pháp đã tung ra cuộc xâm lược đầu tiên trong một loạt các cuộc xâm lược, chỉ chấm dứt vào giữa thế kỷ 16, và một cuộc cạnh tranh giữa Pháp và Tây Ban Nha nhằm sở hữu đất nước này. Cuối cùng Tây Ban Nha chiếm ưu thế (Hiệp ước Cateau-Cambresis năm 1559 công nhận quyền sở hữu của Tây Ban Nha với Lãnh địa Công tước Milano và Vương quốc Napoli) và trong hai thế kỷ nước này hầu như nắm quyền bá chủ tại Ý. Liên minh thần thánh giữa nhà Habsburg của Tây Ban Nha và Toà Thánh đã dẫn tới hành động khủng bố có hệ thống đối với bất kỳ một phong trào Tin lành nào, kết quả là một quốc gia Ý Cơ đốc giáo với rất ít tín đồ Tin lành.
Áo thay thế Tây Ban Nha nắm quyền bá chủ tại Ý sau Hoà ước Utrecht (1713), chiếm thành bang Milano và Vương quốc Napoli. Sự cai trị của Áo, có được nhờ Thời đại khai sáng bắt nguồn từ các vị hoàng đế triều Habsburg, là một giai đoạn cải tiến to lớn. Vùng phía bắc Ý, dưới quyền cai quản trực tiếp của Viên, có được động lực kinh tế và sự phát triển trí thức sôi nổi.
Cách mạng Pháp và Chiến tranh Napoléon (1796-1815) đã mang lại các ý tưởng về bình đẳng, dân chủ, pháp luật và quốc gia. Bán đảo này không phải là nơi diễn ra các trận đánh lớn trong quá khứ nhưng Napoléon (sinh tại Corsica năm 1769, một năm sau khi hòn đảo này được Genova nhượng cho Pháp) đã thay đổi toàn bộ cục diện bản đồ chính trị, tiêu diệt nước Cộng hoà Venezia năm 1799, và nhà nước này không bao giờ còn thấy lại nền độc lập của mình nữa. Các quốc gia được Napoléon thành lập với sự ủng hộ của các nhóm thiểu số người Ý yêu nước không tồn tại lâu sau sự thất bại của vị Hoàng đế Pháp năm 1815.

## Phục hưng (1848-1870)

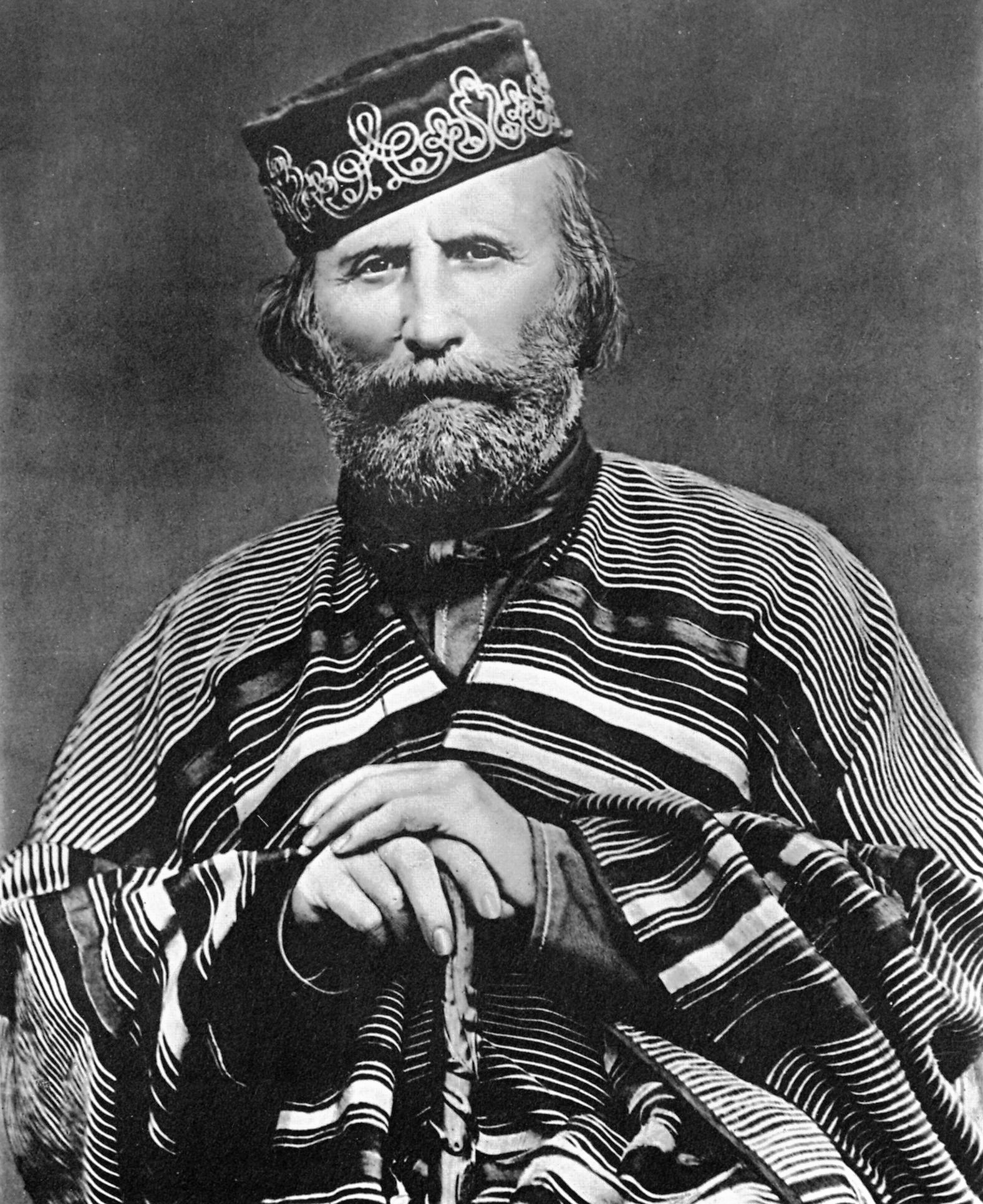
Giuseppe Garibaldi, vị "Anh hùng của hai Thế giới"

Sự thành lập Vương quốc Ý là kết quả của nhiều nỗ lực phối hợp của những người Ý theo chủ nghĩa quốc gia và những người theo chủ nghĩa quân chủ trung thành với Nhà Savoy để thành lập một vương quốc thống nhất bao gồm toàn bộ Bán đảo Ý.
Vương quốc Sardegna đã công nghiệp hoá từ năm 1830 trở về sau. Một hiến pháp, Statuto Albertino bắt đầu có hiệu lực từ năm, 1848, năm của những cuộc cách mạng, dưới áp lực từ phe tự do. Cũng dưới áp lực này cuộc Chiến tranh giành độc lập lần thứ nhất của Ý với Áo được tuyên chiến. Sau những thắng lợi ban đầu cuộc chiến xoay theo chiều hướng xấu và Vương quốc Sardegna thua trận.
Sau Những cuộc cách mạng năm 1848, vị lãnh đạo nổi tiếng nhất của phong trào thống nhất Ý chính là người theo chủ nghĩa quốc gia Giuseppe Garibaldi. Ông rất nổi tiếng trong cộng đồng người dân phía nam Ý. Garibaldi đã lãnh đạo những người Ý cộng hoà chiến đấu cho thống nhất ở phía nam Ý, nhưng chế độ quân chủ ở phía bắc của Nhà Savoy thuộc Vương quốc Piedmont-Sardinia với lãnh đạo chính phủ là Camillo Benso, Bá tước của Cavour, cũng có tham vọng thành lập một nhà nước Ý thống nhất. Dù vương quốc không có quan hệ tự nhiên với Roma (dường như là thủ đô tự nhiên của Ý), vương quốc đã thành công trong việc đối đầu với Áo trong cuộc Chiến tranh giành độc lập lần thứ hai của Ý, giải phóng Lombardy-Venezia khỏi ách cai trị của Áo. Vương quốc cũng đã thiết lập những mối quan hệ đồng minh quan trọng giúp họ tăng cường khả năng thống nhất Ý, như với Anh Quốc và Pháp trong chiến tranh Krym. Đến năm 1861, nước Ý được thống nhất, vua Sardinia Vittorio Emanuele II được tôn làm vua Ý. Vương quốc Ý được thành lập.
Năm 1866 Thủ tướng Phổ Otto von Bismarck đã đề xuất với Vittorio Emanuele II một liên minh với Vương quốc Phổ trong cuộc Chiến tranh Áo-Phổ. Đổi lại Phổ sẽ cho phép Ý sáp nhập vùng Venezia thuộc quyền kiểm soát của Áo. Vua Emanuele đồng ý liên minh và cuộc Chiến tranh giành độc lập lần thứ ba của Ý bắt đầu. Ý bước vào cuộc chiến với một đội quân được tổ chức kém cỏi trước người Áo, nhưng thắng lợi của Đức đã cho phép họ sáp nhập Venezia. Vật cản lớn còn lại với sự thống nhất Ý là Roma.
Năm 1870, Phổ tuyên chiến với Pháp bắt đầu cuộc Chiến tranh Pháp-Phổ. Để giữ chân đội quân to lớn của Phổ, Pháp đã từ bỏ ưu thế của mình tại Roma để có lực lượng chiến đấu. Lợi dụng thắng lợi của Phổ trước Pháp, Ý chiếm Lãnh địa Giáo hoàng khỏi tay triều đình Pháp. Công cuộc thống nhất Ý đã hoàn thành, và một thời gian ngắn sau đó thủ đô Ý được chuyển tới Roma.

## Từ Chủ nghĩa tự do tới Chủ nghĩa phát xít (1870-1922)
Tại miền bắc Ý, quá trình công nghiệp hoá và hiện đại hoá bắt đầu từ nửa sau thế kỷ 19. Miền nam, cùng thời điểm ấy, có dân số quá đông đúc, khiến hàng triệu người phải di cư ra nước ngoài. Ước tính khoảng một triệu người Ý đã rời tới các nước châu Âu khác như Pháp, Thuỵ Sĩ, Đức, Bỉ và Luxembourg.
Chế độ dân chủ nghị viện đã phát triển mạnh trong thế kỷ 20. Hiến pháp Sardinia năm 1848, được mở rộng phạm vi hiệu lực ra toàn Vương quốc Ý năm 1861, mang lại những quyền tự do căn bản, nhưng những luật lệ bầu cử vẫn không cho phép những người vô sản và thất học được tham gia. Năm 1913 quyền bầu cử phổ thông cho nam giới được thông qua. Đảng xã hội đã trở thành đảng chính trị chính, chiến thắng các đảng tự do và bảo thủ truyền thống.
Năm 1911, chính phủ Giovanni Giolitti đã đồng ý gửi các lực lượng tới chiếm Libya. Ý tuyên chiến với Đế chế Ottoman đang giữ quyền cai trị thuộc địa với Libya. Sự sáp nhập Libya đã khiến những người Ý theo chủ nghĩa quốc gia muốn thiết lập quyền bá chủ tại Địa Trung Hải bằng cách chiếm Hy Lạp và vùng Dalmatia ven biển Adriatic.
Con đường tới một nền dân chủ tự do hiện đại đã bị ngắt quãng bởi thảm kịch Chiến tranh thế giới thứ nhất (1914-1918), trong đó Ý đứng về phía Anh Quốc và Pháp. Ý đánh bại Đế chế Áo-Hung tháng 11 năm 1918. Trong cuộc chiến này 600.000 người Ý thiệt mạng và nền kinh tế sụp đổ với tỷ lệ lạm phát và thất nghiệp cao.

## Chủ nghĩa phát xít và Thế chiến II (1922-1945)
Sau những sự tàn phá của Chiến tranh thế giới thứ nhất, nhiều công nhân Ý đã gia nhập những cuộc đình công lớn yêu cầu có nhiều quyền lợi và những điều kiện làm việc tốt hơn. Một số người, bị ảnh hưởng bởi cuộc Cách mạng Nga, bắt đầu tiếp quản các nhà máy, hầm mỏ, trang trại và công xưởng. Lực lượng tự do, lo ngại một cuộc cách mạng xã hội chủ nghĩa, đã bắt đầu tiếp nhận Đảng Quốc gia Phát xít nhỏ, do Benito Mussolini lãnh đạo, người ủng hộ phản ứng bạo lực trước những cuộc đình công (bằng đảng dân quân "Áo đen") và lập trường này thường được đem ra so sánh với những phản ứng mang tính ôn hoà của chính phủ. Sau nhiều năm đấu tranh, vào tháng 10 năm 1922 những kẻ phát xít đã tổ chức một cuộc đảo chính ("Marcia su Roma", nghĩa là Tuần hành tại Roma); các lực lượng Phát xít còn yếu, nhưng nhà vua đã ra lệnh cho quân đội không can thiệp, hình thành một liên minh với Mussolini, và thuyết phục đảng tự do tán thành một chính phủ do phe Phát xít lãnh đạo. Trong vài năm sau đó, Mussolini (người bắt đầu được gọi là "Il Duce", từ tiếng Ý có nghĩa "nhà lãnh đạo") đã hạn chế mọi đảng phái chính trị (gồm cả những đảng tự do) và ngăn chặn các quyền tự do cá nhân với lý do ngăn chặn cuộc cách mạng.
Năm 1935, Mussolini tuyên chiến với Ethiopia về vấn đề lãnh thổ. Ethiopia đầu hàng sau vài tháng. Điều này dẫn tới một sự chia rẽ giữa nước Ý và các đồng minh truyền thống, Pháp và Anh Quốc, và sự ủng hộ của nước Đức Phát xít. Một hiệp ước đầu tiên với Đức được ký kết năm 1936, và vào năm 1938 (Hiệp ước Thép). Ý ủng hộ cuộc cách mạng của Francisco Franco trong cuộc nội chiến Tây Ban Nha và các yêu cầu của Adolf Hitler tại Trung Âu, chấp nhận sự sáp nhập nước Áo vào Đức năm 1938, dù sự biến mất của một quốc gia trung gian giữa Đức và Ý là điều bất lợi cho đất nước.
Tháng 10 năm 1938 Mussolini liên kết Anh Quốc, Pháp và Đức với giá là sự toàn vẹn lãnh thổ của Tiệp Khắc.

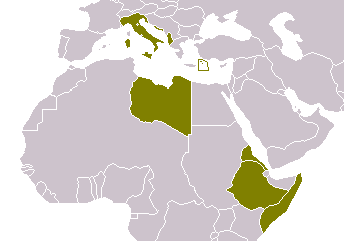
Đế quốc Ý năm 1940

Tháng 4 năm 1939, Ý chiếm Albania, một nước trên thực tế đã thuộc quyền bảo hộ của Ý trong nhiều thập kỷ, nhưng vào tháng 9 năm 1939, sau cuộc xâm lược Ba Lan, Mussolini đã quyết định không can thiệp cùng phía Đức, vì sự chuẩn bị kém của các lực lượng vũ trang. Ý tham chiến năm 1940 khi Pháp đã bị đánh bại. Mussolini đã hy vọng rằng Ý sẽ có thể chiến thắng trong một thời gian rất ngắn. Tuy nhiên, nước này có lực lượng quân sự rất kém cỏi.
Ý xâm chiếm Hy Lạp tháng 10 năm 1940 qua đường Albania nhưng đã bị buộc phải rút lui sau vài ngày. Sau khi Ý chinh phục Somalia thuộc Anh năm 1940, một cuộc phản công của Đồng Minh dẫn tới sự thiệt hại to lớn của Đế quốc Ý tại Sừng châu Phi. Ý cũng bị các lực lượng Đồng Minh đánh bại tại Bắc Phi và chỉ trụ vững nhờ sự hỗ trợ các lực lượng vũ trang Đức dưới sự chỉ huy của tướng Erwin Rommel.
Sau nhiều thất bại, Ý bị xâm chiếm vào tháng 6 năm 1943. Vua Vittorio Emanuele và một nhóm những kẻ Phát xít tự đứng ra đối lập với Mussolini. Vào tháng 7 năm 1943, Mussolini bị bắt giữ. Khi các đảng chính trị chống Phát xít trước kia hoạt động trở lại, các cuộc đàm phán hoà ước bí mật với phe Đồng Minh được khởi động. Vào tháng 9 năm 1943, Ý đầu hàng. Ngay lập tức Đức tấn công nước này và Ý bị chia đôi đồng thời trở thành một mặt trận lớn. Phần dưới sự chiếm đóng Phát xít, nơi một nhà nước Phát xít dưới sự lãnh đạo của Mussolini được thành lập, đã xảy ra một cuộc nội chiến đẫm máu giữa những người du kích Ý ("partigiani") và quân đội phát xít. Ý được giải phóng ngày 25 tháng 4 năm 1945. Lễ giải phóng vẫn được kỷ niệm vào ngày 25 tháng 4.

## Đệ nhất Cộng hoà (1946-1992)
Năm 1946 con trai của Vittorio Emanuele III là Umberto II bắt đầu nổi lên. Ý trở thành một nhà nước Cộng hoà sau kết quả của một cuộc trưng cầu dân ý được tổ chức ngày 2 tháng 6 năm 1946, từ đó ngày này được kỷ niệm với tên gọi "Ngày Cộng hoà". Nền cộng hoà chiến thắng với chênh lệch 9% số phiếu. Hiến pháp Cộng hoà được thông qua và bắt đầu có hiệu lực ngày 1 tháng 1 năm 1948.
Theo Các Hiệp ước Hoà bình Paris năm 1947, khu vực biên giới phía đông bị sáp nhập vào Nam Tư. Năm 1954, vùng lãnh thổ tự do Trieste được phân chia giữa Ý và Nam Tư.
Năm 1949, Ý trở thành một đồng minh của Hoa Kỳ, nước này đã giúp Ý khôi phục nền kinh tế thông qua Kế hoạch Marshall. Ngoài ra, Ý còn trở thành một thành viên của Cộng đồng Kinh tế châu Âu, sau này sẽ đổi thành Liên minh châu Âu. Trong thập niên 1950 và 1960 đất nước này có được một giai đoạn phát triển kinh tế mạnh.
Ý đã trải qua một giai đoạn bất ổn chính trị trong thập niên 1970, và chấm dứt trong thập niên 1980. Được biết đến với tên gọi Những năm Lãnh đạo, giai đoạn này có đặc điểm là những cuộc xung đột đột xã hội rộng lớn và những hành động khủng bố do các phong trào ngoài nghị trường tiến hành. Vụ ám sát lãnh đạo đảng Dân chủ Thiên chúa giáo, Aldo Moro, đã dẫn đến sự chấm dứt của "thoả hiệp lịch sử" giữa phe Dân chủ Thiên chúa giáo và Đảng Cộng sản. Trong thập niên 1980, lần đầu tiên, hai chính phủ được điều hành bởi một nhân vật cộng hoà và một xã hội (Bettino Craxi) chứ không phải một thành viên của Đảng Dân chủ Thiên chúa giáo.
Cuối những năm lãnh đạo, Đảng Cộng sản dần có vị trí nổi bật hơn nhờ Enrico Berlinguer. Đảng Xã hội, dưới sự lãnh đạo của Bettino Craxi, trở nên cực đoan hơn và với những người Cộng sản và Liên bang Xô viết; chính Craxi đã tạo điều kiện thuận lợi cho kế hoạch triển khai tên lửa Pershing của Ronald Reagan tại Ý.
Năm 2000, một báo cáo của Ủy ban Nghị viện từ liên minh trung tả Olive Tree đã kết luận rằng chiến lược gây căng thẳng đã được Hoa Kỳ xúi giục nhằm "chặn bước Đảng Xã hội, và ở một số mức độ là cả Đảng Cộng sản, lên nắm quyền hành pháp trong nước".

## Đệ nhị Cộng hoà (1992-hiện tại)
Từ năm 1992 tới 1997, Ý phải đối mặt với nhiều thách thức to lớn khi cử tri thất vọng trước tình trạng tê liệt chính trị, những khoản nợ to lớn của chính phủ, tình trạng tham nhũng lan rộng, và ảnh hưởng ngày càng lớn của tội phạm có tổ chức trong chính phủ, được gọi là Tangentopoli. Khi Tangentopoli được các thẩm phán điều tra trong một phiên toà được gọi là Mani pulite (từ tiếng Ý có nghĩa "Những bàn tay sạch"), các cử tri đã yêu cầu những cải cách chính trị, kinh tế và sắc tộc. Những vụ scandal Tangentopoli liên quan tới tất cả các đảng chính trị lớn, nhưng đặc biệt là tới liên minh chính phủ: trong giai đoạn 1992 tới 1994 đảng Dân chủ Thiên chúa giáo đã gặp nhiều cuộc khủng hoảng và đã giải tán, chia rẽ thành nhiều đảng nhỏ, trong số đó có Đảng Nhân dân Ý và Dân chủ Thiên chúa giáo Trung dung. Đảng Xã hội chủ nghĩa Ý (và các đảng nhỏ cầm quyền khác) bị giải tán hoàn toàn.
Cuộc bầu cử năm 1994 đã đưa vị trùm tư bản truyền thông Silvio Berlusconi (lãnh đạo liên minh "Pole of Freedoms") lên nắm quyền Thủ tướng. Tuy nhiên, Berlusconi đã buộc phải rời chức vụ tháng 12 năm 1994 khi Lega Nord rút lui sự ủng hộ. Chính phủ Berlusconi được kế tục bởi một chính phủ kỹ trị do Thủ tướng Lamberto Dini lãnh đạo, ông này cũng mất chức vào tháng 7 năm 1996.
Tháng 4 năm 1996, cuộc bầu cử toàn quốc đã mang lại thắng lợi cho liên minh trung tả dưới sự lãnh đạo của Romano Prodi. Chính phủ đầu tiên của Prodi đã trở thành chính phủ có thời gian tồn tại dài thứ ba trước khi thua sít sao, chỉ ba phiếu, trong một cuộc bỏ phiếu tín nhiệm tháng 10 năm 1998. Một chính phủ mới được lãnh đạo phe dân chủ cánh tả và cựu thành viên đảng cộng sản Massimo D'Alema thành lập, nhưng vào tháng 4 năm 2000, sau những thành tích kém cỏi của liên minh của ông trong các cuộc bầu cử địa phương, D'Alema đã từ chức.
Chính phủ trung tả kế tục, gồm hầu hết các đảng phái cũ, dưới sự lãnh đạo của Giuliano Amato (dân chủ xã hội), người trước kia từng giữ chức vụ thủ tướng giai đoạn 1992-93, từ tháng 4 năm 2000 tới tháng 6 năm 2001.
Năm 2001 phe trung hữu thành lập chính phủ và Silvio Berlusconi trở lại nắm quyền lực trong một nhiệm kỳ đủ 5 năm, trở thành chính phủ có thời gian tồn tại lâu nhất thời hậu chiến ở Ý. Berlusconi đã tham gia vào liên minh quân sự do Mỹ dẫn đầu ở Iraq.
Cuộc bầu cử năm 2006 lại giúp Prodi quay lại lãnh đạo chính phủ với một đa số mong manh. Trong năm đầu tiên cầm quyền, Prodi đã theo đuổi một chính sách tự do kinh tế và giảm nợ công cộng thận trọng.